# Derrick Plourde
Derrick Plourde (* 17. Oktober 1971 in Goleta, Kalifornien; † 30. März 2005) war ein US-amerikanischer Schlagzeuger und Mitglied der Bands Lagwagon, The Ataris, Sweet Action, Mad Caddies, Jaws, Rich Kids on LSD und Bad Astronaut.

## Leben
Er bekam früh in seinem Leben die Diagnose, dass er an einer bipolaren Störung litt. Am 30. März 2005 tötete er sich mit einer Schusswaffe.

## Persönliches
Seine erste Band Lagwagon produzierte ein Gedenkalbum mit dem Titel Resolve. Er wurde außerdem in dem NOFX-Song Doornails auf dem Album Wolves in Wolves’ Clothing erwähnt.